# Johann Georg Bartholmä
Johann Georg Bartholmä (* 29. November 1805 in Oettingen in Bayern; † 29. Mai 1839 in München) war ein deutscher Schriftsteller.

## Leben
Als Sohn eines Kürschnermeisters geboren, studierte Bartholmä Evangelische Theologie in Erlangen. Während seines Studiums wurde er 1825 Mitglied der Alten Erlanger Burschenschaft Germania. Sein Erstes Theologisches Examen legte er 1829 in Ansbach ab und wurde 1831 ordiniert. Sein Zweites Examen machte er 1833. Er wurde 1833 provisorischer Verweser der Pfarrei Markt Taschendorf, 1834 Privatvikar in Laubendorf und 1835 Vikar in Würzburg und Ansbach. Er wurde mehrere Male vom Amt suspendiert, wegen Schulden, Trunksucht und „Weibervorkommnissen“. Ab 1836 lebte er in Ansbach als Privatmann und schied 1837 freiwillig aus dem geistlichen Amt aus, um so einer Disziplinaruntersuchung zu entkommen. Er trat aus der Kirche aus und lebte ab 1837 in München, wo er 1837 zum Dr. phil. promoviert wurde. Kurz vor seinem Tod wurde er Katholik.

## Veröffentlichungen (Auswahl)
- Das hohe Lied Salomonis: In drei und vierzig Minneliedern aus dem 13ten und 14ten Jahrhundert; nebst den nöthigen Erläuterungen. Nürnberg, Leipzig 1827.
- Das Wundermädchen in Sammenheim. Nördlingen 1827.
- Bemerkungen über den gegenwärtigen Zustand der Geistlichkeit und Religion. Nürnberg 1828.
- Das Gebeth des Herrn: Eine homilistische Skizze. Nürnberg 1829.
- Zwei dramatische Versuche. Nürnberg 1829.
- Die Apogryphen des neuen Testamentes. Dinkelsbühl 1832.
- Proserpina: Erscheinungen aus der Tiefe des Menschenlebens. Würzburg 1835.
- Lieder der Liebe für Gebildete. Dinkelsbühl 1836. (Online)
- Hallelujah: Morgen- und Abendandachten an Wochen- und Festtagen in Gesängen In Witschels Manier. Dinkelsbühl 1836.
- Ideen zur Umwandlung des Gesammtarmenwesens Teutschlands in allgemeine Industrieanstalten eines jeden Staates, gegründet auf die bestehenden Verordnungen des Königreichs Bayern. Dissertation Universität München, Berlin 1837.
- Hierophantia: Ein didaktisches Gedicht. Ansbach 1837.
- Die barmherzigen Schwestern in München im Bezuge auf Krankenpflege: Eine Stimme an unsere Zeit. Augsburg 1838.
- Ist das Christenthum wirklich perfektibel? Ein Sendschreiben an Herrn Professor Dr. Krug in Leipzig als Beitrag zur Apologetik des Christenthums. Augsburg 1839. (Online)